# Mesoclanis campiglossina
Mesoclanis campiglossina är en tvåvingeart som beskrevs av Erich Martin Hering 1944. Mesoclanis campiglossina ingår i släktet Mesoclanis och familjen borrflugor. Inga underarter finns listade i Catalogue of Life.